# José Ramón López
José Ramón López Lora (Montecristi, 3 de febrero de 1866 – Santo Domingo, 22 de agosto de 1922) fue un cuentista, ensayista, periodista, educador y político dominicano. Ocupó diversos cargos públicos, entre ellos subsecretario de Estado de Fomento y Obras Públicas, director general de Estadística y senador de la República. Su obra abarcó la narrativa, el ensayo social y el periodismo, destacándose como una de las voces más críticas y progresistas de su tiempo.
Fundador del periódico El Dominicano (1909) y El Nacional (1911), escribió ensayos como La alimentación y las razas y La paz en la República Dominicana, y publicó narraciones como Nisia y Cuentos puertoplateños.

## Biografía
José Ramón López nació en Montecristi el 3 de febrero de 1866, fruto del matrimonio entre José María López Escarfulleri y Juana de Lora. Durante su infancia se trasladó con su familia a Puerto Plata, donde desempeñó diversos oficios como distribuidor de periódicos y aprendiz de impresor, mientras completaba su educación primaria y secundaria.
A los dieciocho años, su oposición a la dictadura de Ulises Heureaux (Lilís) y su polémico artículo Receta para embalsamar el cadáver de la Patria le valieron la persecución. Fue encarcelado en 1884 y 1886, pero logró escapar y exiliarse en Puerto Rico y Venezuela. Durante su exilio, trabajó como periodista para diversos periódicos como El Imparcial, El Resumen, El Progreso y El Tiempo.
Luego de su regreso a la República Dominicana en 1897,  se reincorporó a la vida pública y literaria. Colaboró con el Listín Diario y fundó y dirigió importantes publicaciones como El Dominicano (1909), El Nacional (1911) y Pluma y Espada.
Además de su carrera periodística, se desempeñó como educador, dirigiendo la Escuela Normal y la Escuela Superior de Montecristi. Su vida pública también fue notable, ocupando cargos importantes como subsecretario de Estado de Fomento y Obras Públicas y director de Estadística. En 1913, fue electo senador de la República, cargo que desempeñó hasta 1916.
Como escritor intelectual, desarrolló ensayos influyentes como La alimentación y las razas (1896) y La paz en la República Dominicana. Contribución al estudio de la sociología nacional (1915), obras en las que analizó críticamente la realidad social y demográfica dominicana. Además, cultivó la narrativa con obras como la novela Nisia (1898) y los Cuentos puertoplateños (1904), y escribió cuentos como “Muertos y Duendes”.